# Central Pacific Railroad
De Central Pacific Railroad was een spoorwegmaatschappij in de Verenigde Staten. Het bedrijf staat vooral bekend om de aanleg van het spoor van Californië naar Utah als onderdeel van de eerste Transcontinental Railroad in Noord-Amerika.

## Geschiedenis
De "Central Pacific Rail Road of California" werd op 21 juni 1861 opgericht. Op 8 oktober 1864 veranderde de naam in "Central Pacific Railroad", nadat de Pacific Railway Act was aangenomen.
Men begon met de aanleg van de spoorlijn in 1863 en de “golden spike” - de aansluiting met de Union Pacific Railroad in Promontory, Utah - werd geslagen op 10 mei 1869. Het was nu mogelijk om in acht dagen van kust naar kust te reizen. De spoorlijn werd door meer dan 12.000 arbeiders gebouwd, waarvan grotendeels Chinese contractarbeider waren.

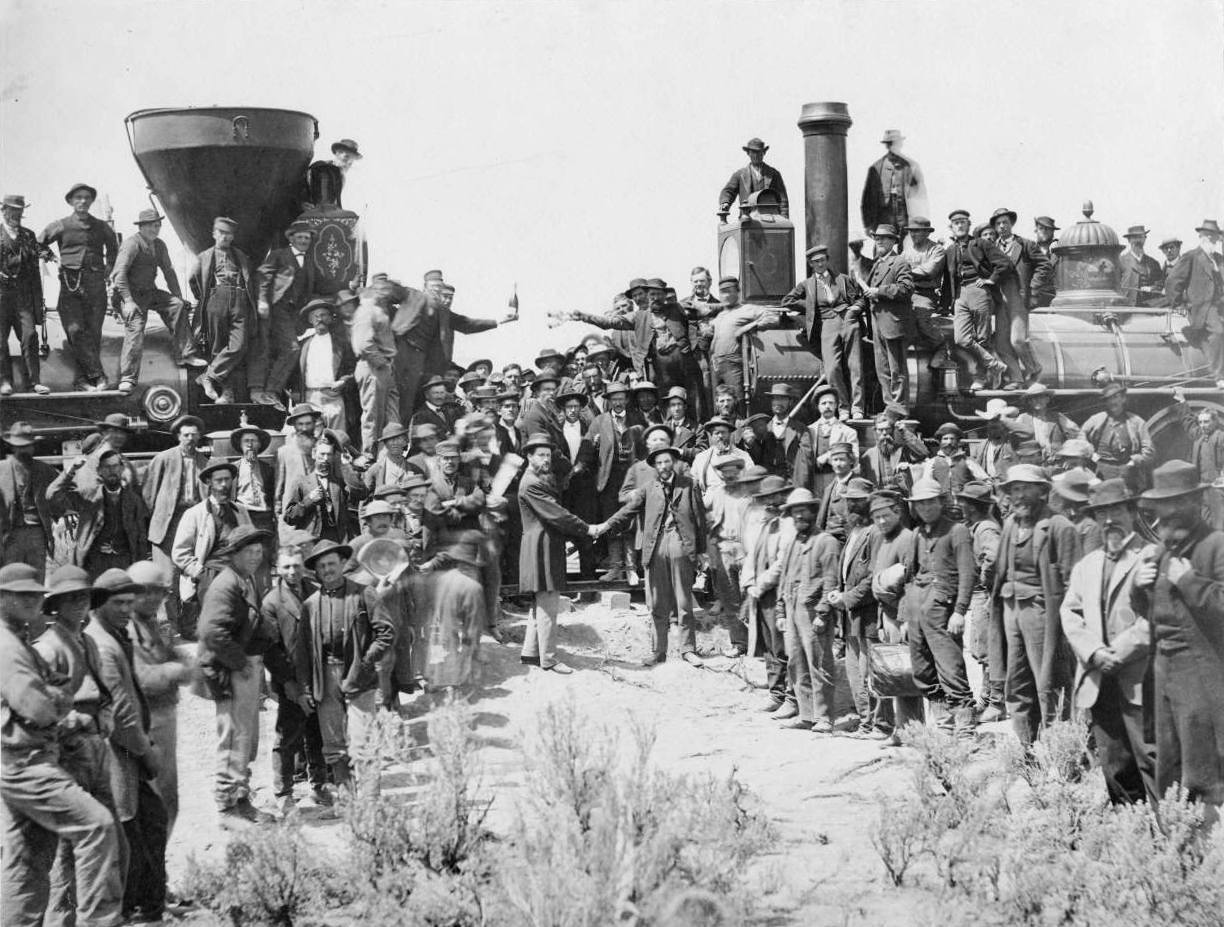
"The Last Spike", Promontory Summit, UT, op 10 mei 1869, de aansluiting van de Central Pacific Railroad aan de Union Pacific Railroad.

## Pacific Railway Act
De Pacific Railway Act was een wet met als doel de aanleg van een spoorlijn en telegraaflijn van de Missouri tot de Grote Oceaan te bevorderen, dit ten behoeve van de regering voor onder meer post- en militair transport.

## Fusie
Op 23 juni 1870 fuseerde de Central Pacific met de Western Pacific Railroad (1862-1870) en de San Francisco Bay Railroad Co. en werd toen de "Central Pacific Railroad Co."  Op 22 augustus 1870 fuseerde de Central Pacific Railroad Co. met de Californië & Oregon, de San Francisco, Oakland & Alameda en met de San Joaquin Valley Railroad en vormde het nieuwe bedrijf "Central Pacific Railroad Co.".

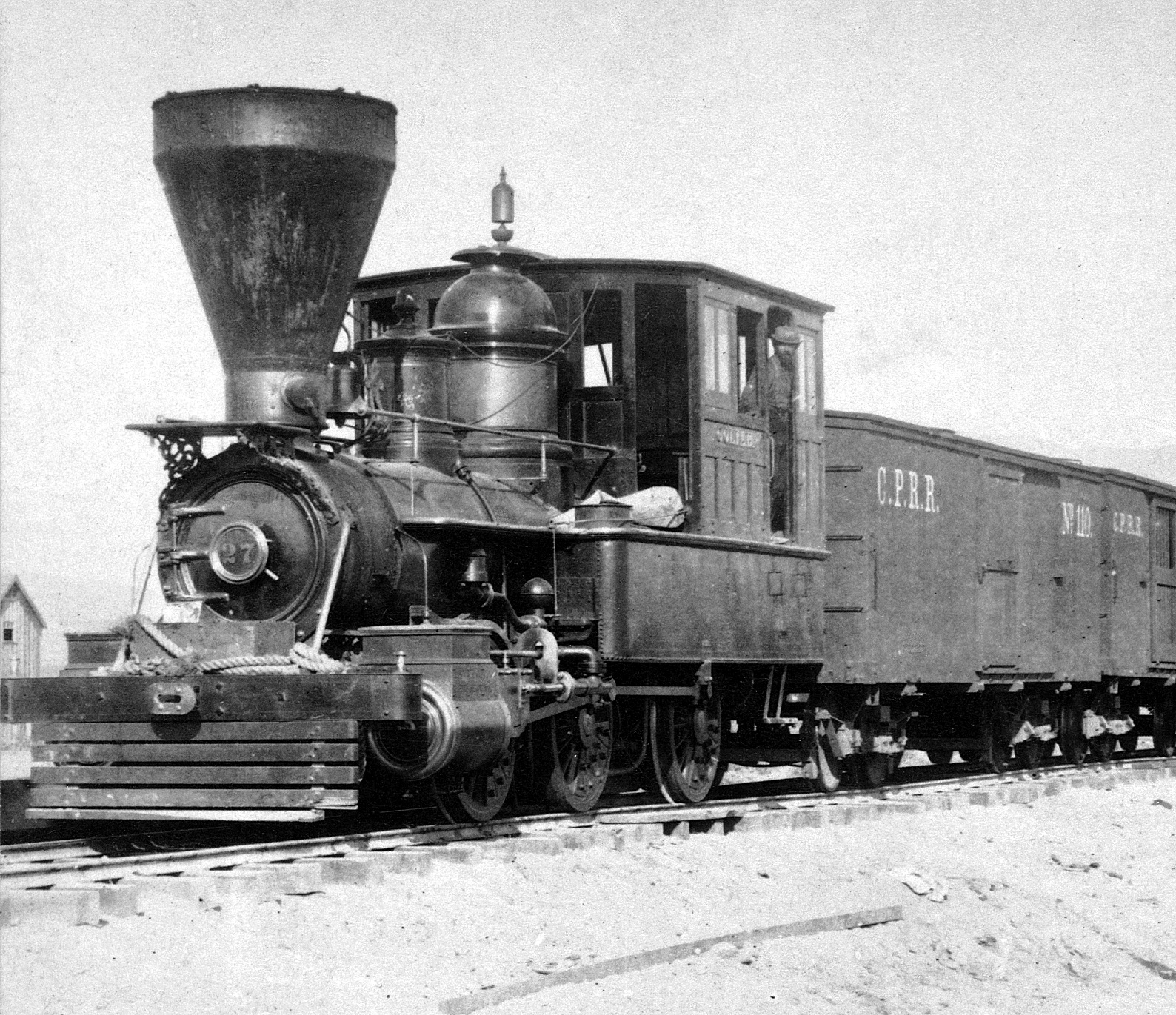
De Goliah, Central Pacific #27, een 0-6-0 tank locomotief, Wadsworth, Big Bend van de Truckee Rivier".

## Overname
In 1885 huurde de Southern Pacific Company de Central Pacific Railroad. Het bedrijf bleef onafhankelijk (sinds de reorganisatie van 1899 onder de naam Central Pacific Railway) tot het in 1959 met de Southern Pacific fuseerde.